# Sydoriacze
Sydoriacze (ukr. Сидоряче) – wieś na Ukrainie, w obwodzie połtawskim, w rejonie połtawskim, w hromadzie Kotelwa. W 2001 liczyła 280 mieszkańców, wśród których 270 wskazało jako ojczysty język ukraiński, a 10 rosyjski.